# Laphria fattigi
Laphria fattigi là một loài ruồi trong họ Asilidae. Laphria fattigi được Bromley miêu tả năm 1951. Loài này phân bố ở vùng Tân Bắc giới.